# Cambridge Gulf
Cambridge Gulf är en bukt i Australien. Den ligger i delstaten Western Australia, omkring 2 300 kilometer nordost om delstatshuvudstaden Perth.
Savannklimat råder i trakten. Genomsnittlig årsnederbörd är 1 184 millimeter. Den regnigaste månaden är januari, med i genomsnitt 300 mm nederbörd, och den torraste är juli, med 2 mm nederbörd.